# Grell and Falla
Grell and Falla je počítačová hra pro počítače Sinclair ZX Spectrum vydaná společností Code Masters. Hlavními postavami hry jsou skřítek Grell a víla Falla. Téma hry je mezi hrami pro ZX Spectrum je nepříliš obvyklé, neboť je jím zahradničení (podobné téma má snad jenom hra PSSST). Oba dva hrdinové se musí starat o svoje květiny a chránit je před škůdci, aby jich vypěstovali co nejvíce. Protože Grell může dělat pouze některé úkony, stejně jako Falla, musí obě dvě postavy během hry spolupracovat. K dispozici mají i obchod, kde mohou pořídit různé zahrádkářské potřeby, užitečné nástroje, kouzla a samozřejmě také rostliny. Hra má 50 úrovní, v každé se úrovni objevují noví škůdci: červi, žáby, králíci, vosy a další.
Přestože se ve hře objevují dvě postavy, hra je pouze pro jednoho hráče, který ovládání obou postav přepíná.